# 小行星5410
小行星5410（英語：5410 Spivakov）是一颗围绕太阳公转的小行星。1967年2月16日，塔瑪拉·米哈伊洛夫那·斯米爾諾娃在克里米亚发现了此天体。
这颗小行星的绝对星等为339.31476等。